# William Matheus
William Matheus da Silva (Rio de Janeiro, 2 aprile 1990) è un ex calciatore brasiliano, di ruolo difensore.

## Caratteristiche tecniche
È un terzino sinistro.

## Carriera
Cresciuto nel settore giovanile del Figueirense, nel 2008 è stato aggregato alla prima squadre con cui ha collezionato 22 presenze nel Brasileirão. In seguito ha giocato con Bahia, Vasco da Gama, Goiás e Palmeiras disputando 61 incontri nella massima divisione brasiliana. Nel 2014 si è trasferito in Francia al Tolosa dove ha giocato 24 incontri di Ligue 1 fino al 2016, prima di fare ritorno in Brasile.

## Palmarès

### Competizioni statali
- Campionato Baiano: 1

Bahia: 2012
- Campionato Goiano: 1

Goiás: 2013
- Campionato Paranaense: 1

Atlético Paranaense: 2017